# Độ dời
Độ dời (hay độ dịch chuyển, li độ) là một đại lượng vector đặc trưng cho sự thay đổi vị trí của một chất điểm.
Đơn vị SI cho độ dời là {\displaystyle m} (meter). Thứ nguyên của độ dời là độ dài.

## Định nghĩa
Độ dời đặc trưng cho sự thay đổi vị trí của một chất điểm nên:
{\displaystyle \Delta {\vec {r}}={\vec {r}}_{2}-{\vec {r}}_{1}.}
Trong không gian ba chiều, theo hệ toạ độ Cartesian, biểu thức trên có thể viết như sau:
{\displaystyle {\begin{aligned}\Delta {\vec {r}}&=(x_{2}{\hat {i}}+y_{2}{\hat {j}}+z_{2}{\hat {k}})-(x_{1}{\hat {i}}+y_{1}{\hat {j}}+z_{1}{\hat {k}})\\&=\Delta x{\hat {i}}+\Delta y{\hat {j}}+\Delta z{\hat {k}}.\end{aligned}}}

## Trong vật lí
Trong cơ học, ngành vật lí nghiên cứu về chuyển động, độ dời được dùng để định nghĩa một số đại lượng khác như vận tốc tức thời và gia tốc tức thời:
{\displaystyle {\vec {v}}={\frac {d{\vec {r}}}{dt}},} và {\displaystyle {\vec {a}}={\frac {d{\vec {v}}}{dt}}={\frac {d^{2}{\vec {r}}}{dt^{2}}}.}